# Hypocerides difformis
Hypocerides difformis är en tvåvingeart som beskrevs av Charles Thomas Brues 1905. Hypocerides difformis ingår i släktet Hypocerides och familjen puckelflugor. Inga underarter finns listade i Catalogue of Life.